# 茹羅明

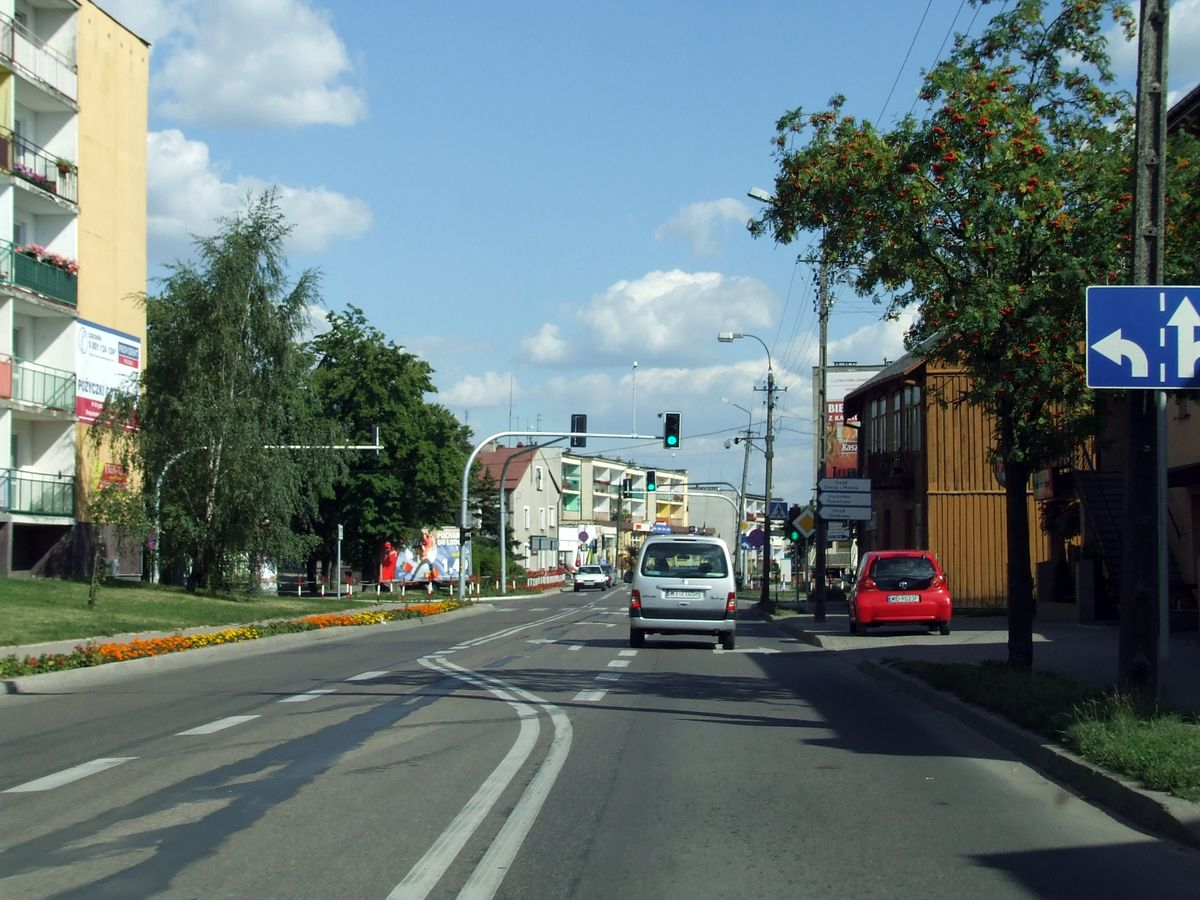

茹羅明（[ʐuˈrɔmin]）是波蘭的城鎮，位於該國中部，距離首都華沙約120公里，由馬佐夫舍省負責管轄，面積11.11平方公里，2006年人口8,647。在第二次瓜分波蘭中，該鎮在1793年被納入普魯士王國管治範圍。

## 外部連結
- Official town webpage （页面存档备份，存于）
- Map, via mapa.szukacz.pl （页面存档备份，存于）
- Jewish Community in Żuromin （页面存档备份，存于） on Virtual Shtetl